# RETScreen
Softver RETScreen za upravljanje čistom energijom (skraćeno RETScreen) softverski je paket koji je razvila kanadska vlada. Verzija RETScreen Expert predstavljena je na Forumu o čistim oblicima energije održanom u San Franciscu 2016. Softver se može dobiti na 36 jezika, uključujući i hrvatski.
RETScreen Expert najnovija je verzija softvera koja je izdana za javnost 19. rujna 2016. Softver omogućuje sveobuhvatno utvrđivanje, procjenu i optimizaciju tehničke i financijske održivosti mogućih projekata za korištenje obnovljivih izvora energije i energetsku učinkovitost, kao i mjerenje i provjeru stvarne učinkovitosti postrojenja te utvrđivanje mogućnosti uštede/proizvodnje energije. „Način rada za pregled” besplatan je u verziji RETScreen Expert i omogućuje pristup svim funkcijama softvera. Međutim, u odnosu na prethodne verzije softvera RETScreen, sada je na godišnjoj pretplatničkoj osnovi dostupan novi „profesionalni način rada” (koji korisnicima omogućuje pohranu, ispis itd.).
RETScreen Suite, koji se sastoji od programa RETScreen 4 i RETScreen Plus, prethodna je verzija softvera RETScreen. RETScreen Suite uključuje sposobnost analize kogeneracijskih sustava i analize izvan mreže.
Za razliku od verzije RETScreen Suite, softver RETScreen Expert jedinstvena je integrirana softverska platforma. Koristi se detaljnim i sveobuhvatnim arhetipovima za ocjenjivanje projekata i uključuje sposobnost analize portfelja. U softveru RETScreen Expert integrirane su brojne baze podataka za pružanje pomoći korisniku, uključujući svjetsku bazu podataka o klimatskim uvjetima dobivenih od 6 700 postaja na kopnu i na osnovi satelitskih podataka NASA-e, bazu podataka o referentnim vrijednostima, troškovnu bazu podataka, bazu podataka o projektima, hidrološku bazu podataka i bazu podataka o proizvodima. Softver sadržava opsežan integrirani materijal, uključujući elektronički udžbenik.

## Povijest
Prva verzija softvera RETScreen izdana je 30. travnja 1998. RETScreen verziju 4 predstavio je kanadski ministar okoliša u Baliju u Indoneziji 11. prosinca 2007. Program RETScreen Plus izdan je 2011. Program RETScreen Suite (s integriranim programima RETScreen 4 i RETScreen Plus, uz brojne dodatne nadogradnje) izdan je 2012. RETScreen Expert izdan je za javnost 19. rujna 2016.

## Programska podrška
Program zahtijeva sustave Microsoft® Windows 7 SP1, Windows 8.1 ili Windows 10; i Microsoft® .NET Framework 4.7 ili novije verzije. Program može raditi na računalima Apple Macintosh s pomoću sustava Parallels ili VirtualBox za Mac.

## Partneri
Softverom RETScreen upravlja se pod vodstvom i uz stalnu financijsku potporu kanadskog istraživačkog centra za prirodne resurse CanmetENERGY u Varennesu, odjela Vlade Kanade. Osnovni tim djeluje u bliskoj suradnji s velikim brojem drugih vladinih i multilateralnih organizacija, uz tehničku potporu velike mreže stručnjaka iz industrije, državnih tijela i akademske zajednice. Među glavnim su partnerima istraživački centar Langley, NASA-e, Partnerstvo za obnovljive izvore energije i energetsku učinkovitost (REEEP), Neovisni operator sustava električne energije (IESO) u Ontariju, Energetski odjel sektora za tehnologiju, industriju i ekonomiju UNEP-a, Globalni fond za okoliš (GEF), Prototipni fond za ugljik Svjetske banke, i Inicijativa za održivu energiju Sveučilišta York.

## Primjeri uporabe
U veljači 2018. softver RETScreen imao je više od 575 000 korisnika u svim zemljama i teritorijima.
U neovisnoj studiji o učinku procijenjeno je da je uporaba softvera RETScreen do 2013., na svjetskoj razini, doprinijela uštedi troškova u transakcijama korisnika od 8 milijardi dolara i smanjenju emisija stakleničkih plinova za 20 Mt godišnje te omogućila najmanje 24 GW ugrađenih kapaciteta za čistu energiju.
RETScreen se naširoko upotrebljava za olakšavanje i provedbu projekata za čistu energiju. Na primjer, softver RETScreen upotrebljavao se:
- za naknadnu ugradnju mjera za energetsku učinkovitost u zgradi Empire State Building[22]
- na proizvodnim postrojenjima tvrtke 3M Canada[23]
- u irskoj industriji vjetra radi analize mogućih novih projekata, i to u velikim razmjerima[24]
- za praćenje učinkovitosti stotine škola u Ontariju[25]
- za kombinirani toplinski i energetski (optimizacija bioenergije) program tvrtke Manitoba Hydro za pregled projektnih prijava[26][27]
- za energetsko upravljanje na sveučilištima i fakultetskim kampusima[28]
- u višegodišnjem ocjenjivanju i procjeni fotonaponske učinkovitosti u Torontu u Kanadi[29][30]
- za analizu solarnog grijanja zraka u postrojenjima američkog ratnog zrakoplovstva[31]
- za komunalne objekte, uključujući za utvrđivanje mogućnosti za naknadnu ugradnju mjera energetske učinkovitosti u raznim općinama u Ontariju.[32][33]

Na LinkedInovoj stranici o softveru RETScreen dostupan je opsežan zbir članaka u kojima se podrobnije opisuje kako se taj softver upotrebljavao u različitim kontekstima.
RETScreen također se upotrebljava kao nastavnički i istraživački alat na više od 1 100 sveučilišta i fakulteta diljem svijeta te se često navodi u akademskoj literaturi. Primjeri uporabe softvera RETScreen u akademskoj zajednici dostupni su u odjeljcima „Publikacije i izvješća” i „Sveučilišni i fakultetski tečajevi” biltena o softveru RETScreen koji je dostupan u okviru korisničkog priručnika u preuzetom softveru.
Uporaba softvera RETScreen obvezna je ili se preporučuje u okviru programa za poticanje uporabe čiste energije na svim razinama vlasti diljem svijeta, uključujući programe UNFCCC-a i EU-a, Kanade, Novog Zelanda i UK-a, brojnih američkih saveznih država i kanadskih pokrajina, gradova i općina te komunalnih sustava. Na službeni zahtjev čileanskih vlasti, Saudijske Arabije, 15 zemalja zapadne i središnje Afrike i Energetske organizacije Latinske Amerike (OLADE) organizirane su nacionalne i regionalne radionice za osposobljavanje za RETScreen.

## Nagrade i priznanja
Godine 2010. RETScreen International nagrađen je Nagradom za izvrsnost u javnoj službi, najvišom nagradom koju kanadska vlada dodjeljuje svojim državnim službenicima.
RETScreen i tim koji ga razvija primili su nominacije i osvojili nagrade na brojnim drugim prestižnim natjecanjima, a, među ostalima, osvojili su nagrade „Ernst & Young/Euromoney Global Renewable Energy Award”, „Energy Globe Award” (nacionalna nagrada za Kanadu) i „GTEC Distinction Award Medal”.

## Recenzije
U recenziji Međunarodne agencije za energetiku, beta izdanje hidroenergetskog dijela softvera opisano je kao „vrlo impresivno”. Europska agencija za okoliš ustvrdila je da je RETScreen „iznimno koristan alat”. RETScreen je također prozvan „jednim od rijetkih dostupnih softverskih alata, i daleko najboljim, za ocjenjivanje ekonomičnosti postrojenja za obnovljive izvore energije” te „alatom za poboljšanje... tržišne povezanosti” u području čiste energije na svjetskoj razini.

## Vanjske poveznice
- RETScreen International
- RETScreen Expert - Benchmark Analysis (video)
- RETScreen Expert - Feasibility Analysis (video)
- RETScreen Expert - Performance Analysis (video)
- RETScreen Expert - Portfolio Analysis (video)
- RETScreen Clean Energy Bulletin
- "What is RETScreen?"